# Nicolás Mazzola
Nicolás Mario Mazzola (Viedma, 28 gennaio 1990) è un calciatore argentino, attaccante del Sol de Mayo (V).

## Caratteristiche tecniche
È una prima punta.

## Palmarès

### Club

#### Competizioni internazionali
- Coppa Sudamericana: 1

Independiente: 2010

### Individuale
- Capocannoniere della Primera B Nacional: 1

2014 (11 reti)